# HD 217943
HD 217943，又名BD+59 2631，SAO 20393、HR 8777，是一颗恒星，视星等为6.74，位于銀經109.99，銀緯0.32，其B1900.0坐标为赤經22h 59m 15.3s，赤緯+59° 0.32′ 24″。